# Cosumar
Cosumar ou Compagnie Sucrerie Marocaine et de Raffinage est un groupe marocain spécialisé dans l'extraction, le raffinage et le conditionnement du sucre.
La Cosumar produit du sucre à partir de la canne et de la betterave à sucre cultivée dans les régions marocaines et procède au raffinage du sucre brut importé.  Le groupe bénéficie d'une subvention de l'État Marocain via la caisse de compensation afin de maintenir un faible niveau des prix du sucre. Selon les statistiques de la Cosumar, la consommation par habitant et par an est estimée à 37 kg soit 101 g/jour.
Les principaux actionnaires du Groupe Cosumar sont le Groupe MAMDA/MCMA (19,97 %), la CIMR (18,20 %), la RCAR (10,45 %), SUCDEN (10 %), Wafa Assurance (7,26 %).

## Histoire
La Cosumar est fondée en avril 1929 sous le sigle « COSUMA » par la société nouvelle des raffineries de sucre de Saint Louis de Marseille pour une capacité de production quotidienne de 100 tonnes de sucre par jour à partir de 1932.
Au 1er janvier 1967, des accords entre l’état marocain et COSUMA donnent naissance à Cosumar dans laquelle l’état marocain acquiert 50% du capital,.
En 1985, elle est désormais cotée à la Bourse des Valeurs de Casablanca. L’ONA « Omnium Nord Africain » participe avec 55% du capital de la Cosumar, le reste étant détenu par :
- La SNI (société national des investissements avec 30%).
- La CIMR (caisse interprofessionnelle marocaine de retraite) avec 6,5%.
- Les porteurs avec 5%.

En 1993, Cosumar absorbe les sucreries des Doukkala (Zemamra et Sidi Bennour), dont elle détient déjà une participation.
En 2005, Elle acquiert les quatre sociétés sucrières publiques : Suta, Surac, Sunabel et Sucrafor, et devient le groupe Cosumar.
En 2012, Cosumar obtient le label RSE de la CGEM.
En 2013, La Société Nationale d’Investissement (SNI), actionnaire de la société Cosumar à hauteur de 36,7%, et Wilmar International, groupe agroalimentaire asiatique, réalisent une transaction en bourse portant sur la cession par SNI à Wilmar de 27,5 % du capital de Cosumar. A l’issue de cette transaction, Wilmar devient le partenaire industriel de référence du groupe Cosumar.
En 2014, La cession d’un bloc de 1 027 490 actions au profit d’investisseurs institutionnels (Axa Assurances, CNIA Saada, RMA Watanya, SCR, Wafa Assurances, MAMDA, MCMA, CDG, CMR, RCAR, Wafa Gestion, CFG ainsi qu’un gestionnaire de fonds sud-africain). Dans le sillage de l’opération, certains investisseurs institutionnels se sont alliés à Wilmar International pour former un bloc de contrôle de 54,0 % du capital et des droits de vote de la société.
En 2016, le Groupe Cosumar investit dans une usine de raffinerie de sucre en Arabie Saoudite, dans la ville de Yuban, en partenariat avec Wilmar International et des entreprises locales du port.La construction de cette raffinerie, d'une capacité de 840 000 tonnes par an, a débuté en 2017.
En 2018, Cosumar annonce sa participation dans la société Comaguis en Guinée Conakry, spécialisée dans le conditionnement de sucre blanc.
En 2019, le Groupe fête ses 90 ans avec une nouvelle identité visuelle et signature, et amorce une transition technologique de ses processus amont agricoles.

## Données générales
L'offre produit de Cosumar se compose sous différentes formes de sucre (granulé, morceau, lingot et pain de sucre).
Le pain de sucre, autrefois fabriqué manuellement dans les ateliers de Casablanca,  sont aujourd'hui produits de manière automatique grâce à une nouvelle technologie développée pour Cosumar.
En plus des produits principaux, la Cosumar produit également de la mélasse, utilisée pour la production d’alcool et de levures.

### Groupe Cosumar
Depuis le rachat des 4 sucreries  publiques (Suta, Surac, Sunabel, Sucrafor) en 2005, le groupe Cosumar se compose de cinq sociétés spécialisées dans l'extraction, le raffinage et le conditionnement du sucre sous différentes formes.
- Cosumar SA, société regroupant la raffinerie de Casablanca et les sucreries de Doukkala. Elle produit sous la marque « Enmer ».
- Sunabel regroupe les sucreries de la région Gharb-Loukkos ; elle commercialis ses produits sous la marque « El Bellar ».
- Surac, située à Mechra Bel Ksiri produit sous le nom « Al Kasbah ».
- Le site de Zaio, fondée en 1972 et située à L'Oriental produit sous la marque « la Gazelle ».
- Suta, les sucreries du Tadla, créées en 1971».

Avec ses 8 sites industriels, le Groupe Cosumar accumulé une capacité de production de plus de 2 millions de tonnes qui couvrent largement les besoins en sucre du marché marocain et les clients à l'international.
Le groupe Cosumar assure l'approvisionnement régulier du marché agroalimentaire marocain et compte, à l’étranger, une trentaine de pays clients à l'exportation dans la Méditerranée, en  Afrique ainsi qu’en Arabie-Saoudite.